# پیتر الن
پیتر اَلن (انگلیسی: Peter Allen؛ ‏ ۱۰ فوریهٔ ۱۹۴۴ – ۱۸ ژوئن ۱۹۹۲) خواننده و ترانه‌سرای مشهور اهل استرالیا بود.
وی بین سال‌های ۱۹۶۸ تا ۱۹۹۲ میلادی فعالیت می‌کرد و در سال ۱۹۸۱ میلادی، برندهٔ جایزه اسکار بهترین ترانه شد.
پیتر اَلن همسر اول لایزا مینلی بود که پس از ۷ سال از یکدیگر جدا شدند و بعد مشخص شد که پیتر همجنس‌گرا است. پیتر و شریک زندگی‌اش «گرگوری کانل» به فاصله هشت سال از هم، در اثر عوارض و بیماری‌های ناشی از ایدز درگذشتند و پیتر اولین استرالیایی مشهوری است که در اثر این بیماری فوت کرده‌است.
چندین سال پس از مرگ او، تئاتر موزیکال «پسری از آز» بر اساس زندگی او، در تئاتر برادوی به روی صحنه رفت و برای هیو جکمن که بازیگر نقش اصلی آن بود، یک جایزه تونی به ارمغان آورد.